# Distritos municipais da África do Sul
Na África do Sul, um distritos municipais ou municípios Categoria C é um município que executa algumas das funções do governo local de um distrito. O distrito municípal, por sua vez, compreende vários municípios locais, com o qual compartilha as funções do governo local.
A Constituição, seção 155.1.a , define municípios "categoria C". A Lei Municipal de Estruturas afirma que as áreas não são elegíveis para ter um município metropolitano deve ter um distrito municipal.
Distritos municipais têm um código de município que consiste nas letras "DC" seguido de um número de 1 a 48. A "DC" reflete o fato de que eles foram inicialmente denominados "Conselhos Municipais".

## Áreas de gestão distrital
Algumas áreas do país não são elegíveis para ter um município local, geralmente devido a ter uma densidade populacional muito baixa para torná-lo viável. Em particular, muitos parques nacionais e reservas naturais (por exemplo, o Parque Nacional Kruger) não são parte de qualquer município local. Nestas áreas, do governo local todos os serviços são prestados diretamente pelo distrito municipal, eles são conhecidos como Áreas de gestão distrital.